# أحمد الدوغجي
أحمد الدوغجي ، هو مخرج و منتج كويتي.

## الخلفيه الاكاديميه
بكالوريوس اعلام من المعهد العالي للفنون المسرحية في دوله الكويت عام 1990

## حياته ومشواره المهني
بدأ مشواره عام 1989 في اخراج الأغاني المصورة والحصرية للعديد من نجوم الخليج العربي أغلبها لشركة روتانا وقناة الموسيقى (إيه آر تي).
قام بإخراج العديد من البرامج التلفزيونية المنوعة أهمها مع الفنان داوود حسين
كما أخرج عدة حفلات ومهرجانات لصالح تلفزيون الكويت وشبكة راديو وتلفزيون العرب
من مؤسسي قنوات روتانا موسيقى و (ART)و مؤسس فعال والمدير العام وعضو مجلس الإدارة ل تلفزيون و قناه الوطن بدولة الكويت حتى عام 2012 و انتج و اخرج وساهم في اكبر المشاريع الفنية والمسلسلات والمهرجانات في الكويت و المملكه العربيه السعوديه.

## أعماله في الإنتاج والإخراج
افتتاح حديقة الشهيد برعاية وحضور سمو الأمير صباح الأحمد الصباح
افتتاح مركز الشيخ جابر الأحمد الثقافي برعاية وحضور سمو الأمير صباح الأحمد الصباح
افتتاح مركز عبدالله السالم الثقافي برعاية وحضور سمو الأمير صباح الأحمد الصباح
افتتاح حلبة السباق KMT برعاية وحضور سمو الأمير صباح الأحمد الصباح
افتتاح مدينة الجهراء الطبية برعاية وحضور سمو الأمير صباح الأحمد الصباح
حفل زيارة خادم الحرمين الشريفين الملك سلمان بن عبد العزيز آل سعود لدولة الكويت بمناسبة توليه حكم الممكله العربيه السعوديه
مخرج أوبريت اليوم الوطني السعودي 2021
مخرج أوبريت يوم التأسيس بالمملكة العربيه السعوديه 2022
والعديد من المشاريع الاخرى حتى يومنا هذا.

### في التلفزيون
- مهرجان هلا فبراير و فبراير الكويت

- البيت

2014-برنامج:سما دبي
- شبابيك

2006 - مسلسل
- قرقيعان 3 2005

2005 - برنامج
- قرقيعان 2004

2004 - برنامج
- نسايم ليل :تقديم نجاح المساعيد

2003 -برنامج:إم بي سي
- قرقيعان

2003 - برنامج
- إرهابيات

2001 - برنامج
- داووديات

2000 - برنامج
- غنائيات

1999 - برنامج

### أهم الفنانين الذين تعامل معهم
- عبد الكريم عبد القادر
- عبد الله الرويشد
- نوال الكويتية
- خالد عبد الرحمن
- عبد المجيد عبد الله
- راشد الماجد
- محمد البلوشي
- أصيل أبو بكر
- علي بن محمد
- ريم المحمودي
- مرام البلوشي
- ماجد المهندس
- فضل شاكر
- محمد عبده
- ابو بكر سالم
- ورده الجزائريه
- اصاله

## روابط خارجية
- أحمد الدوغجي على موقع قاعدة بيانات الأفلام العربية